# Neocteniza myriamae
Neocteniza myriamae là một loài nhện trong họ Idiopidae.
Loài này thuộc chi Neocteniza. Neocteniza myriamae được Bertani, Fukushima & Nagahama miêu tả năm 2006.